# Toto IV
Toto IV — четвертий студійний альбом гурту «Toto», випущений у квітні 1982 року, лейблом Columbia.
Альбом став найбільш комерційно успішним та найвизнанішим записом Toto. У 1982 гурт здобув шість нагород Grammy, серед яких: «Запис року» за пісню «Rosanna», «Альбом року» за «Toto IV» та «Продюсер року».
Сім з десяти пісень платівки вийшли окремими синглами.

## Композиції
1. «Rosanna» – 5:31
2. «Make Believe» – 3:45
3. «I Won't Hold You Back» – 4:56
4. «Good for You» – 3:20
5. «It's a Feeling» – 3:08
6. «Afraid of Love» – 3:51
7. «Lovers in the Night» – 4:26
8. «We Made It» – 3:58
9. «Waiting for Your Love» – 4:13
10. «Africa» – 4:57

## Персоналії
Toto
- Девід Пейч - аранжування, клавішні, аранжування духових інструментів, оркестрові аранжування, бек-вокал, лід-вокал у піснях "Lovers in the Night" та "Africa",
- Стів Лукатер - гітара, рояль, бек-вокал, лід-вокал у піснях "Rosanna", "I Won't Hold You Back" і "Afraid of Love"
- Боббі Кімбелл - лід- і бек-вокал
- Джефф Поркаро - барабани, перкусія, ксилофон
- Стів Поркаро - клавішні, лід-вокал у пісні "It's a Feeling"
- Девід Ганґейт - бас-гітара

Запрошені музиканти
- James Newton Howard - аранжування струних, дерегування
- Tom Scott	 - саксофон
- Lenny Castro - Percussion, Conga
- Ralph Dyck	 - синтезатор
- Martyn Ford	 - Strings
- Gary Grant	 - Trumpet
- Jerry Hey	 - Trumpet, Horn Arrangements
- Jim Horn	 - Saxophone, Wind, Engineer
- Tom Kelly	 - Vocals, background Vocals
- Roger Linn - Synthesizer, Synthesizer Programming
- Marty Paich - Strings, Orchestral Arrangements
- James Pankow	 - тромбон
- Майк Поркаро	 - віолончель
- Michael McDonald -вокал
- Joe Porcaro - Percussion, Marimba, Xylophone, Tympani
- Timothy B. Schmit - вокал
- Al Schmitt - інженер